# Ири-Пийеко
Ири-Пийеко (также Ирике-Пийеко, Пианки-иерике-ка) — царь Куша (Нубия), правивший в начале III века до н. э.
Он упомянут только в надписи царя Сабракамани. Хотя контекст надписи неясен, так как она очень разрушена, но всё же можно полагать, что Ири-Пийеко являлся предшественником Сабракамани на престоле Кушитского царства.
Имя Ири-Пийеко может быть переведено, как «происходящий от царя». «Ирике» на мероитском наречии, значило «произведено от», а слово «пийе» — «царь» на верхнекушитском . Значение окончания «-ко», которое, кажется, является частью имени, остается неизвестным.